# Мангуш
Ма́нгуш — селище, засноване кримськими греками-переселенцями у 1780 р., центр Мангушської селищної громади Маріупольського району Донецької області.

## Історія

### Переселення греків у Приазов'я та заснування Мангуша
Селище було засноване грецькими переселенцями з Криму.
З кримського Мангуша (або Мангупа), за відомістю Суворова, який конвоював переселенців, було виведено 10 попів і безпосередньо 763 людини (415 чоловіків, 348 жінок). Переселенці були відправлені на нове місце 58 партіями в середньому з 40-50 осіб.
Переселення християн було підготовлено досить погано. Воно припадало на осінь та зиму. Тому, щойно останній гурт переселенців залишив межі Перекопа, вони натрапили у великі труднощі. Брак возів, на яких перевозили переселенців, відсутність теплого одягу, надання медичної допомоги, нерегулярність у забезпеченні їх продуктами були тільки частиною тих бід, з якими вони зіткнулися. Сплеск хвороб через погані умови привів до масової смертності. Для прискорення переселення були вжиті такі заходи: скорочення карантину на шляху, закупівля у переселенців із Криму зерна та фуражу для забезпечення продовольства. Окрім того, багато хто з переселенців за свої кошти забезпечували собі вози, на яких мали їхати. У дорозі відбувалися заворушення. Частина греків почала тікати.
Заснування поселень греками на заздалегідь (у 1779 р.) відведених місцях планувалося почати з 1 квітня 1780 р., коли греки мали дістатися до цих місць (15 квітня — греки-купці та міщани), але почалося воно дещо пізніше — у травні-червні. Це було викликано тим, що переселенці все ще намагалися добитися поселення їх на обіцяній російським урядом території. Зимували греки на території сучасної Дніпропетровської області, тому заселення відведених їм територій проходило з півночі на південь. Першими були заселені північні поселення (Комар, Салгир-Яни-Сала, Керменчик, Багатир, Чембрек, Улакли), а приблизно у серпні 1780 р. серед інших поселень (Старий Крим, Ялта, Урзуф, Сартана, Карань) був заснований і Мангуш. Усі ці надані грекам землі становили Маріупольський повіт, який був офіційно сформований наказом Азовської губернської канцелярії 24 березня 1780 р.
Мангуш уперше позначається в списку грецьких сіл Маріупольського повіту із зазначенням, у яких урочищах перебуває і які має вигоди від 27 серпня 1780 р. Про Мангуш у цьому документі сказано, що він розташований «при вершині річки Білосарайки, земля до хліборобства придатна, косовиць достатньо, але тернини й очерету немає». Саме поселення було засновано в низовині між пагорбів, найвищий з яких (68,2 м) у народі прозвали Ялтинським пагорбом (через те, що розташований на південно-західній частині Мангуша, — з боку с. Ялта)
Майбутні мешканці кожного з поселень, у тому числі й Мангуша, шляхом жеребкування отримали свою ділянку, на якій мали облаштуватися і жити. Мангуш із дня свого заснування поділявся на 11 кварталів. 10 із них були житловими, а 11-й квартал, що був на північно-західній околиці селища, займало кладовище (нині Старе кладовище). На новому місці греки поспіхом, через наближення холодів, побудували з саману 40 будинків. Один з перших іноземців, який побував у Маріупольському повіті, а також і в Мангуші, був німецький натураліст Петер-Симон Паллас у 1793 р. У своїй праці «Travels through the southern provinces of the Russian empire in the years 1793 and 1794»  («Подорожі південними провінціями Російської імперії в роки 1793 і 1794»), він писав, що вулиці в селі були прямі й дуже широкі. Їх прикрашали охайні будинки, багато з яких були покриті черепицею. Більшість жінок, на яких звертав увагу Паллас, були одягнені в блакитні тканини і носили білі хустки, що були зав'язані навколо голови.
Мангуш заснували уруми — тюркомовна група греків, що ще в Криму через сусідство з татарами перейняла тюркські діалекти і мовні особливості кипчацьких (половецькі, власне татарські) і огузьких (турецькі) діалектів. Однак дослідник філолог І. А. Корєлов довів самобутність походження урумської мови. Тому її не можна вважати повністю татарською, вона є окремою мовою. Урумів і румеїв переважна більшість дослідників відносить до одного й того ж етносу, а єдиною відмінністю між ними є їхня мова (уруми розмовляють більш тюркізованою мовою, а румеї мовою, що схожа до старогрецької з трансформаціями, які з'явилися з часом). Той факт, що румеї переважно належали до сільського населення, а уруми до міського — більш заможного, ставав приводом насмішок і конфліктів.
Дослідниця Л. Якубова відносить Мангуш до поселень, у яких у першу чергу населення займалося тваринництвом, що до 20-х років XIX ст. було основним заняттям греків. Переселенцям довелося орати цілину, розводити худобу. Мангуські греки розводили овець, велику рогату худобу, коней. Господарство було майже натуральним. Земля була дуже родючою. Але греки були мало пристосовані до роботи на землі. Вони обробляли її тільки для того, щоб задовольнити потреби сім'ї.
Перша церква в Мангуші була побудована в 1781 р. Названа вона була на честь святого Теодора Стратилата, побудована з грубих каменів, в основному з різноманітних гранітів і гнейсів, які доставлялися з берегів р. Берди. При церкві було 5 священиків.
За підсумками першого перепису населення, який було проведено в червні 1781 р., у Мангуші налічувалося 663 жителі (386 чоловіків, 277 жінок). Себто, на сотню осіб менше, ніж вийшло з кримського Мангуша в 1778 р. Це пояснюється тим, що під час переселення греки зазнали недостачі, що згубно позначалося на їхньому здоров'ї. Як наслідок, не всі греки дійшли до своєї нової батьківщини. Під час четвертої ревізії в 1782 р. ситуація особливо не змінилася, а чисельність населення зросла на 4 особи (усі 4 — жіночої статі)

### Сучасність
З 1946 по 1995 рік мало назву Першотравневе. У березні 1995 року, згідно з підсумками місцевого референдуму, селищу повернуто історичну назву — Мангуш (у перекладі з тюркської — «білий птах»).
28 липня 2014 року у селищі було повалено пам'ятник Леніну.

### Російсько-українська війна
У лютому-квітні 2022 року смт було окуповано росіянами під час повномасштабного вторгнення російських військ до України. 21 квітня в Мангуші на супутникових знімках було виявлено братську могилу довжиною щонайменше 300 м.

## Загальні відомості

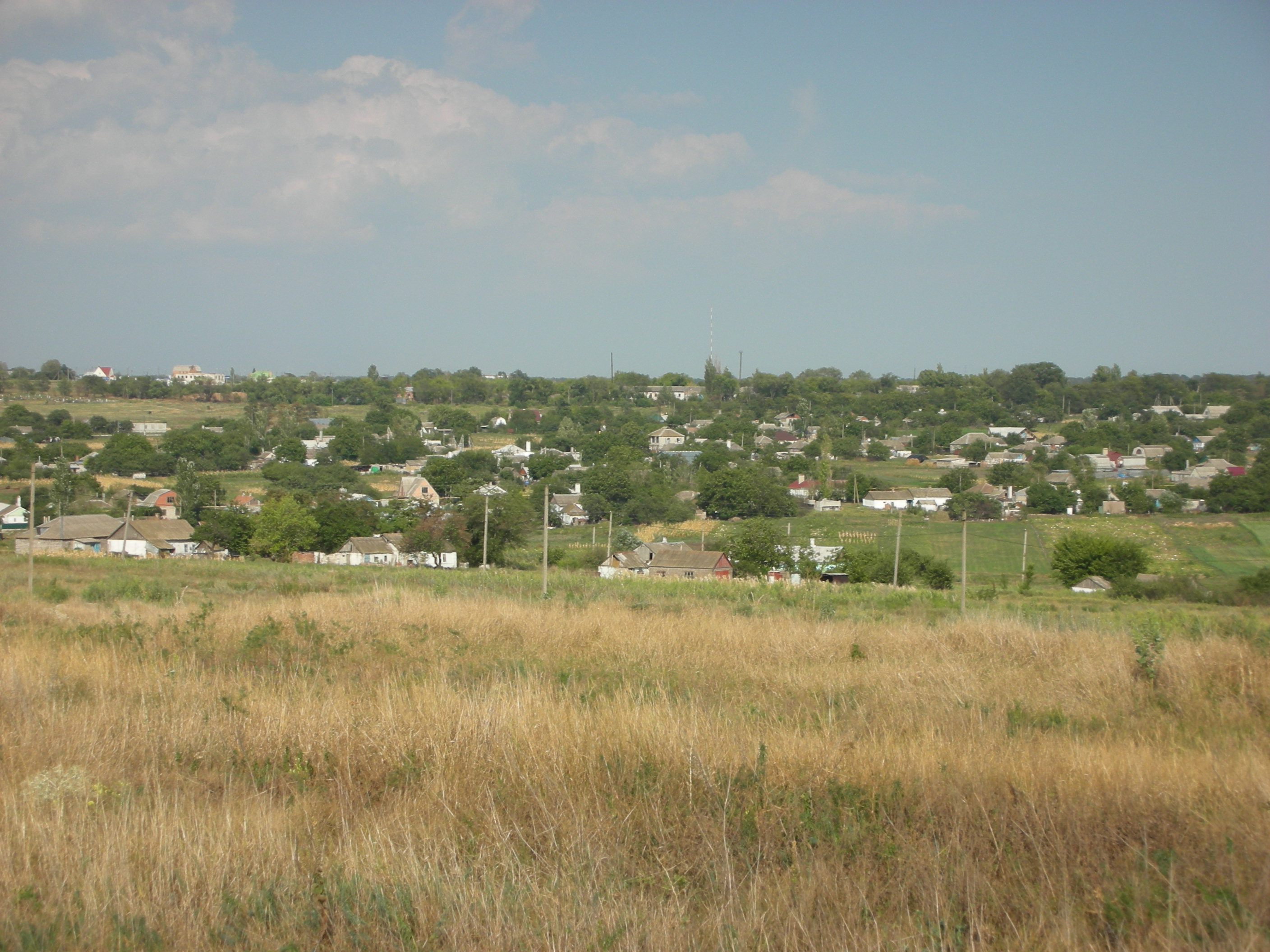
Вид на Мангуш з об'їзної дороги

Розташовано селище біля річок Мокра і Суха Білосарайка, за 18 км на захід від міста Маріуполь. Мангуш сполучається автошляхом E58 з містами Маріуполь і Бердянськ, селищами Ялта, Урзуф, Нікольське.
Обласний центр Донецьк розташований за 127 км. Найкоротшим шляхом до нього з Мангуша можна дістатися трасою спершу Т 0523, яка переходить у Н20.

### Корисні копалини
На відстані 1-2 км південніше від смт. Мангуш знайдені великі запаси залізних руд, площею 240 км². Запаси руди, які можна добувати відкритим способом, становлять 0,5 млрд тонн, а з будівництвом копальні — мільярд тонн. Крім того, є можливість із кожного кар'єру добувати до 5 млн куб графітного гнейсу — цінного будівельного каменю.

## Населення
- 1861 — 1300 осіб
- 1882 — 3500 осіб
- 1914 — 6800 осіб
- 1925 — 5700 осіб
- 1959 — 5200 осіб
- 1970 — 6200 осіб
- 1979 — 7000 осіб
- 1989 — 7500 осіб
- 1992 — 8000 осіб
- 1999 — 8600 осіб
- 2001 — 8468 осіб

### Мова
Розподіл населення за рідною мовою за даними перепису 2001 року:
| Мова            | Кількість | Відсоток |
| --------------- | --------- | -------- |
| російська       | 7550      | 90.04%   |
| українська      | 772       | 9.21%    |
| грецька         | 21        | 0.25%    |
| вірменська      | 21        | 0.25%    |
| білоруська      | 4         | 0.05%    |
| інші/не вказали | 17        | 0.20%    |
| Усього          | 8385      | 100%     |

За даними перепису 2001 року населення селища становило 8385 осіб, із них 9,21 % зазначили рідною мову українську, 90,04 % — російську, 0,25 %— грецьку та вірменську, 0,05 %— білоруську мову.

## Побут та інфраструктура

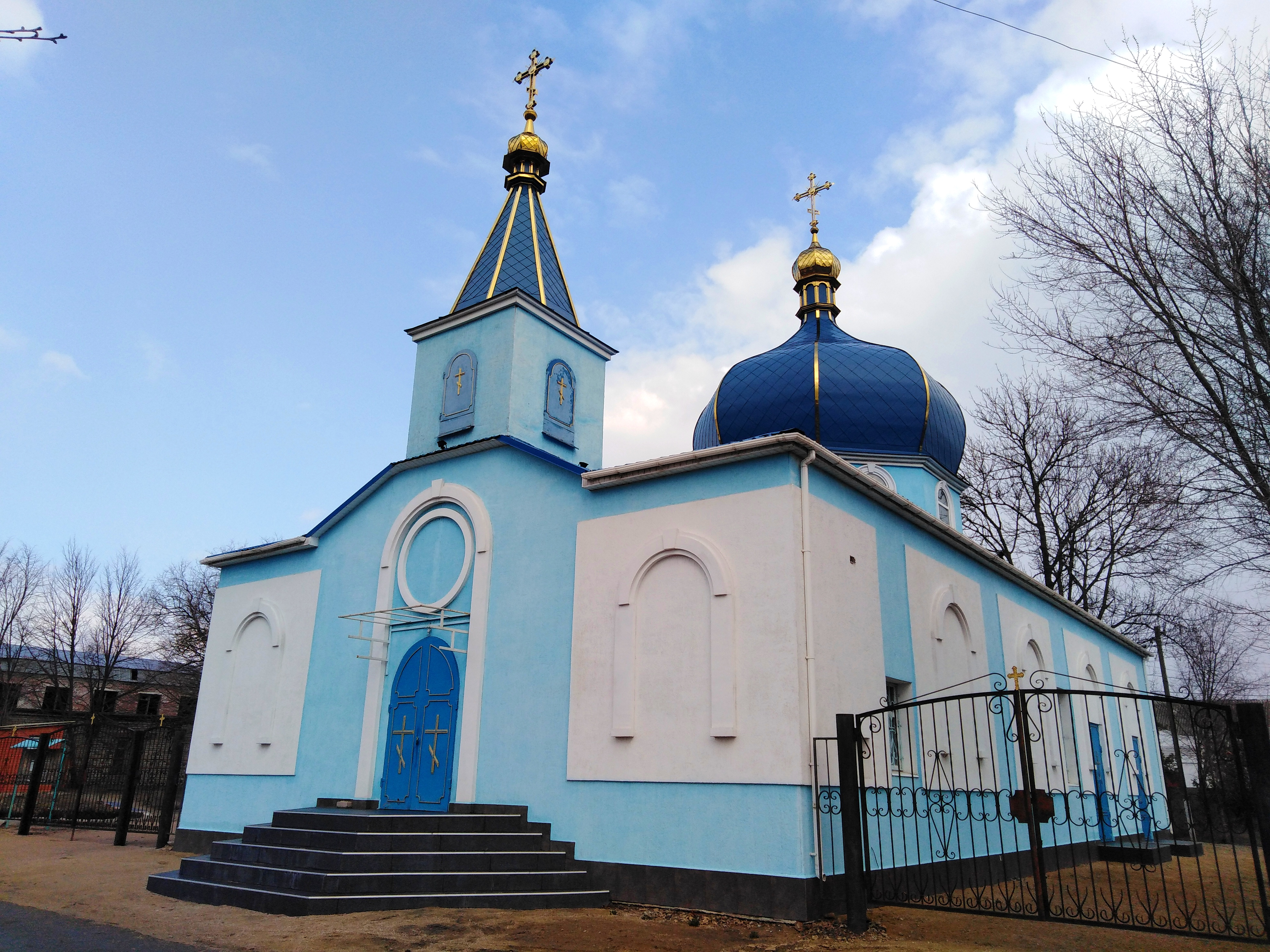
Храм Федора Стратілата

У 1996 році побудовано лікувальний комплекс на 150 ліжок. У селищі функціонує дві середні загальноосвітні школи, у яких навчається 1234 учні, працює 87 вчителів, 151 дитина відвідує дитячі садки «Аленушка» й «Аліса» (зараз «Аліса» не функціонує). До послуг дорослих та дітей 4 бібліотеки. Центр дитячої творчості налічує 83 творчі об'єднання. Районна дитяча школа мистецтв із 2 відділеннями: художнім і музичним, налічує 170 учнів. У центрі селища — районний будинок культури на 400 місць та літній кінотеатр на 350 місць. Особливу популярність має спортивна секція пауерліфтингу, вихованець якої майстер спорту міжнародного класу чемпіон світу з пауерліфтингу В. Папазов став почесним жителем селища Мангуш.

## Економіка
Харчова (хлібопекарська, консервна, олійно-жирова, харчосмакова, м'ясна, комбікормова) промисловість. Колишні колгоспи (до 1959 року — 1 «Юний Орач»): «Ленінський шлях», «Батьківщина» стали агроцехами № 10 та № 11 ММК ім. Ілліча. Було створено 7 господарств із загальною площею сільськогосподарських угідь 7857,2 га. Крім того, тут розташовано ряд інших підприємств: комбінат комунальних підприємств, комбінат побутового обслуговування, комбікормовий завод, пекарня, шкіряний цех, інкубаційна станція, консервний завод, асфальтний завод, дорожнє ремонтно-будівельне підприємство, маслоцех, млин, відомий далеко за межами м'ясокомбінат «Фориця», млиновий цех Маріупольського пивоварного заводу. Зараз — агроцех ММК імені Ілліча. Агрофірма «Мангуш». 22 крамниці й 11 закладів громадського харчування.
У 2010 році в Мангуші побудований великий тваринницький комплекс.

## Персоналії
За час існування селища 16 чоловікам присвоєно звання «Почесний житель» смт Мангуш. Серед їх числа — президент АМН України О. Возіянов, його ім'ям названа одна з вулиць Мангуша.
У селищі народилися:
- Победінський Володимир Дмитрович (1991—2015) — учасник війни на сході України, доброволець з батальйону «Донбас».
- Мурза Ілля Митрофанович — Герой Радянського Союзу.
- Яримбаш Євген — український спортсмен пауерліфтер, неодноразовий переможець міжнародних змагань, рекордсмен.
- Папазов Віталій Іванович — чемпіон світу з пауерліфтингу у ваговій категорії до 125 кг, переможець турніру «Битва гігантів» у Швеції в 2001 року за версією IPF.
- Алакозов Тимофій Іванович — член II Державної Думи Російської імперії від Катеринославської губернії, селянин.
- Кальянов Володимир Іванович — радянський індолог та кандидат філологічних наук. Відомий своїм перекладом давньоіндійської поеми «Магабхарата».
- Попова Ірина Федорівна — російський історик-китаєзнавець, доктор історичних наук (2000), професор, член-кореспондент РАН (2019).

Проживає Терстуях Олександр Миколайович (* 1969) — молодший сержант Збройних сил України, учасник російсько-української війни.

## Пам'ятники та меморіали
На території Мангушу знаходяться декілька пам'ятників. Серед них, меморіали загиблим у Німецько-радянській війні (1941—1945), у Радянсько-афганській війні (1979—1989), ліквідаторам наслідків аварії на Чорнобильській АЕС (1986).
Крім того присутні інсталяції, пов'язані з символом селища, Білим птахом.

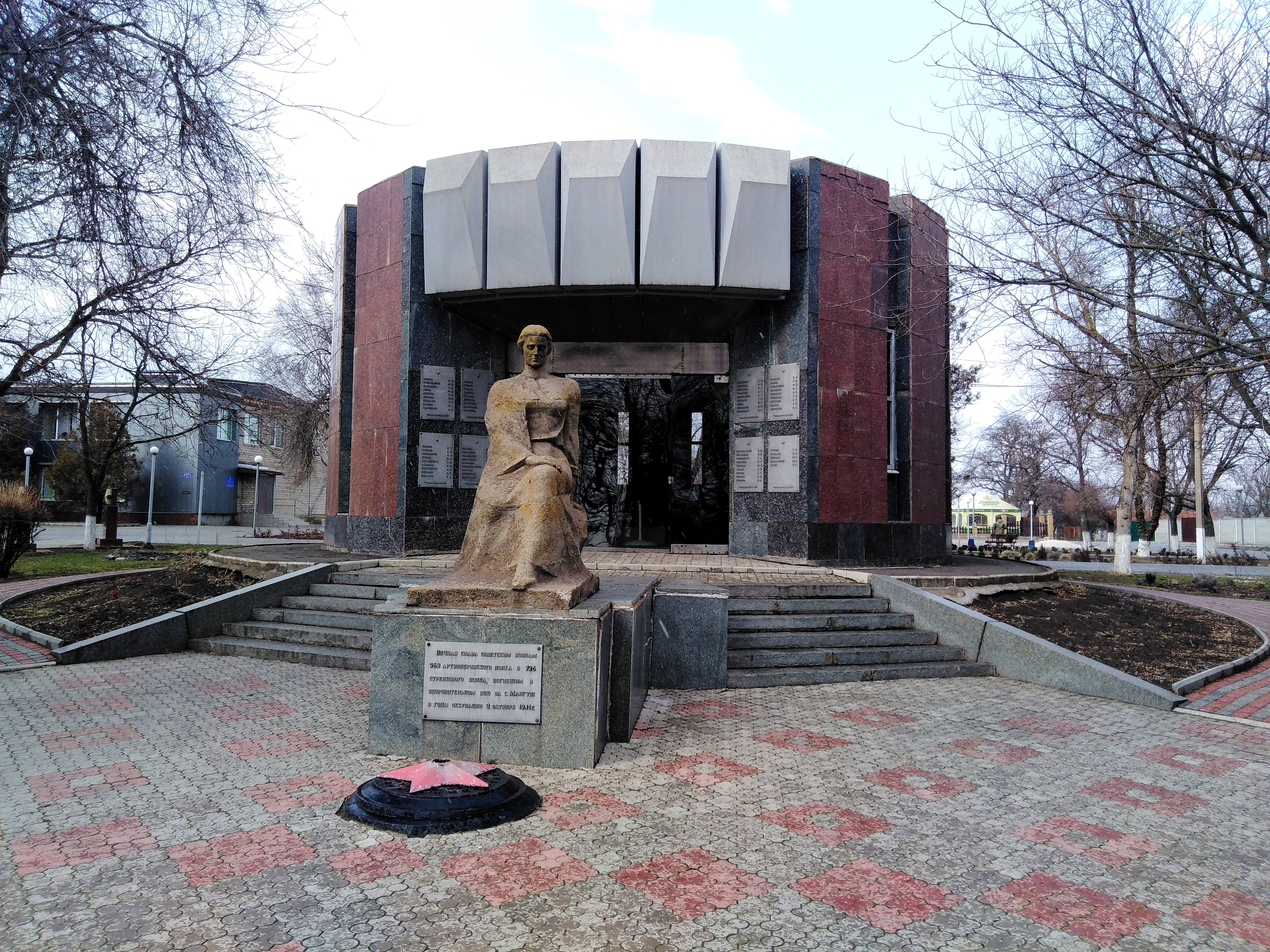
Меморіал загиблим у Німецько-радянській війні (1941-1945)
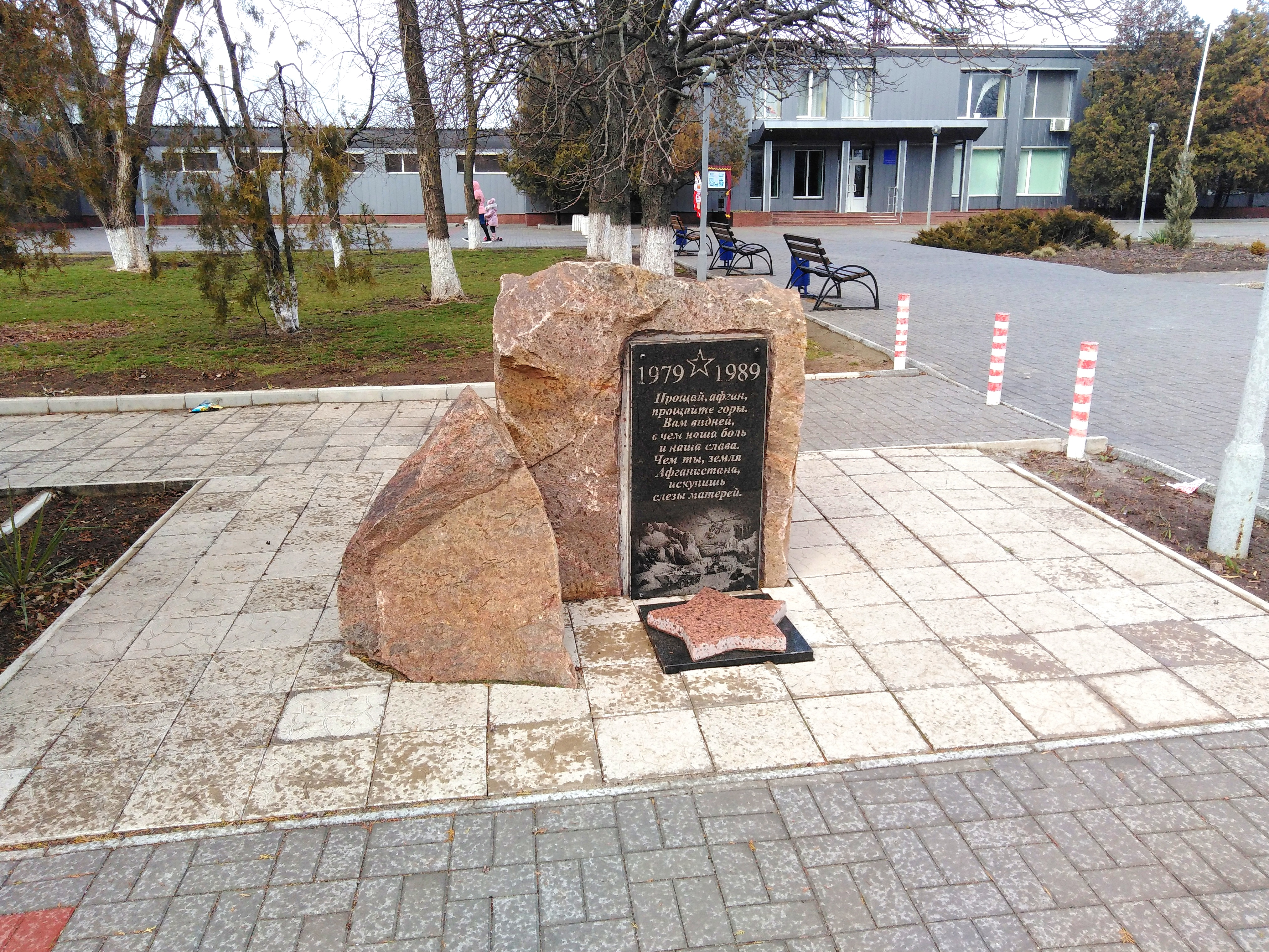
Меморіал загиблим у Радянсько-афганській війні (1979-1989)
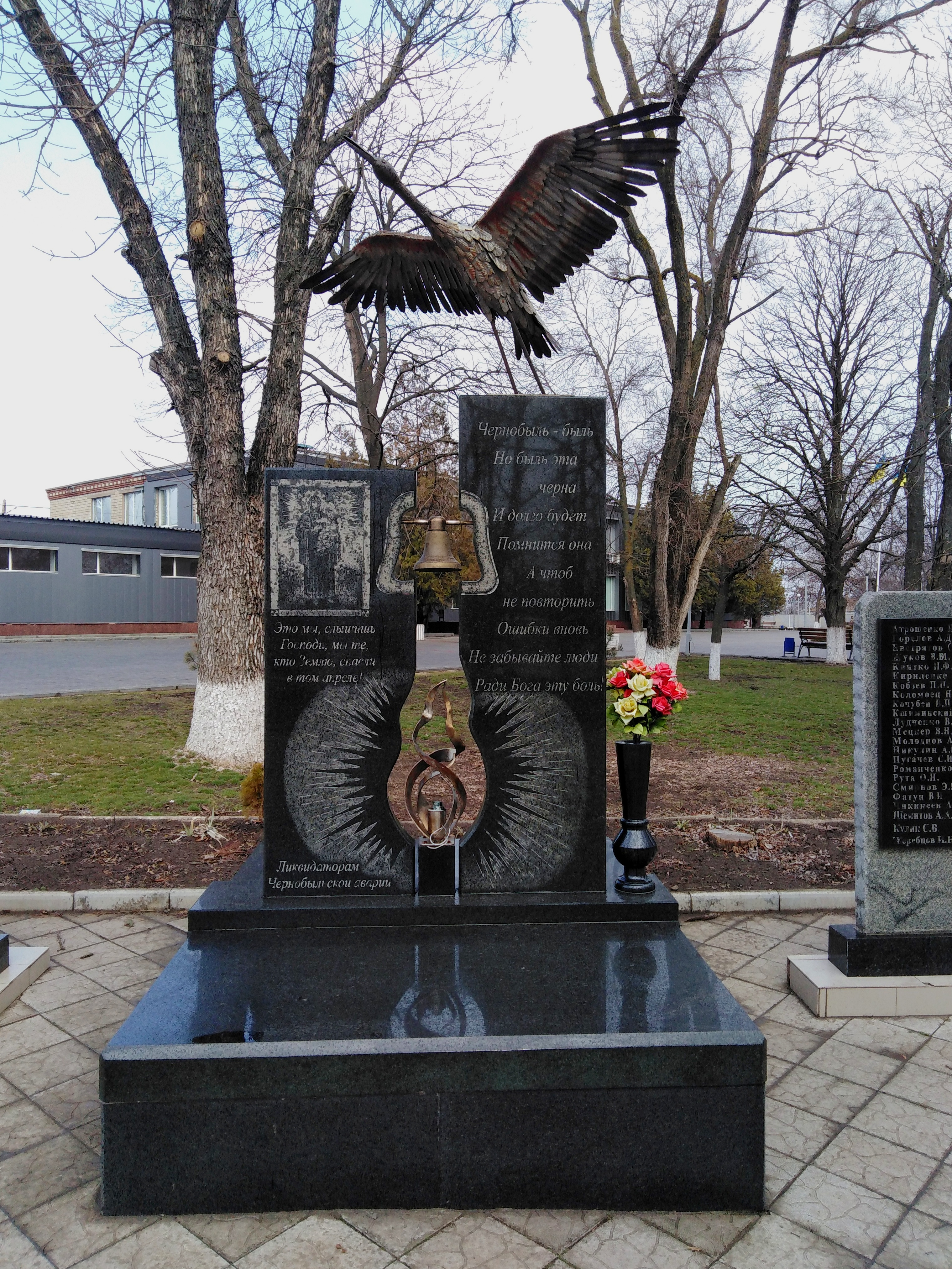
Меморіал ліквідаторам наслідків аварії на Чорнобильській АЕС (1986)

Колишні пам'ятники

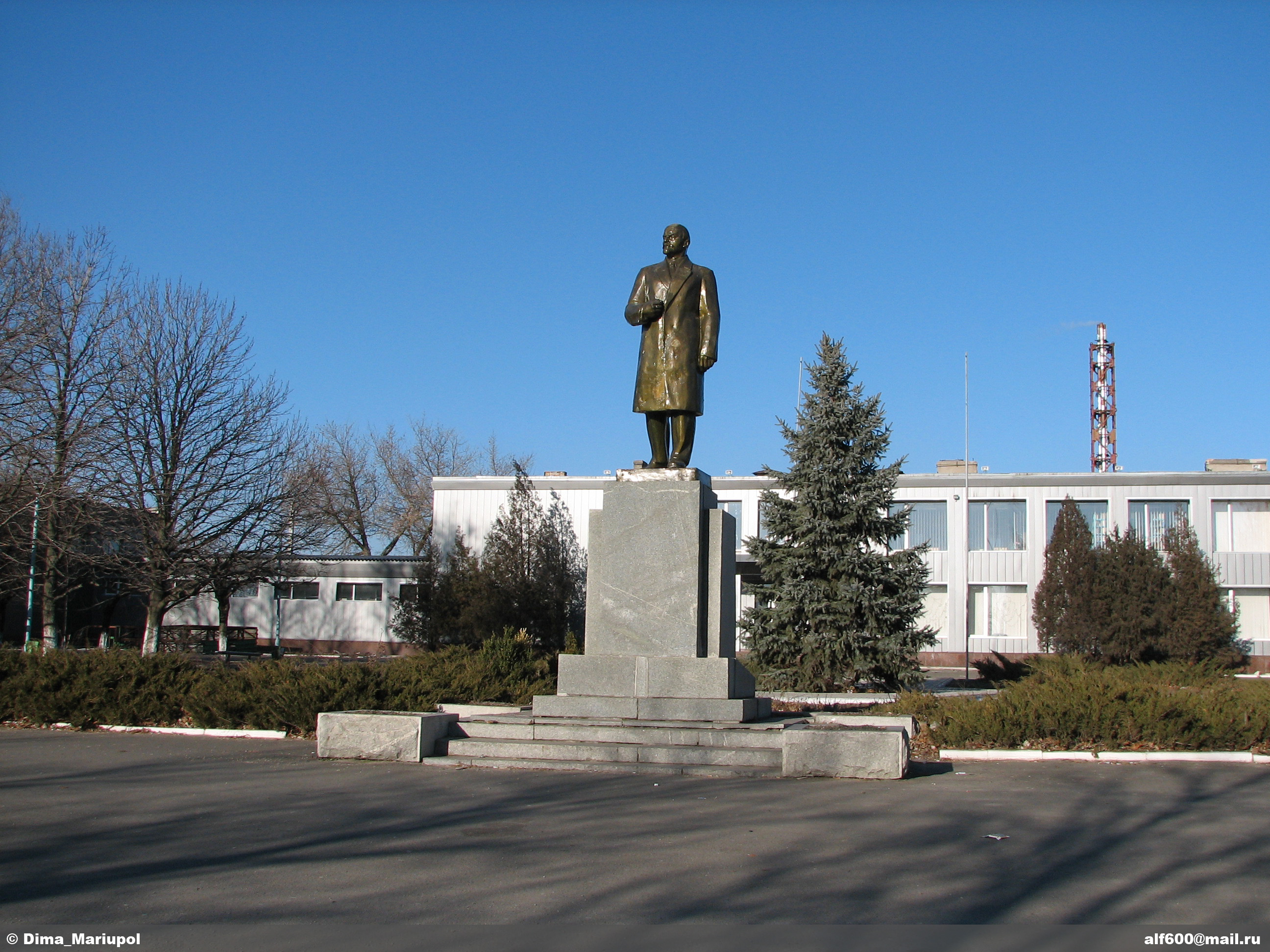
Пам’ятник Володимиру Леніну
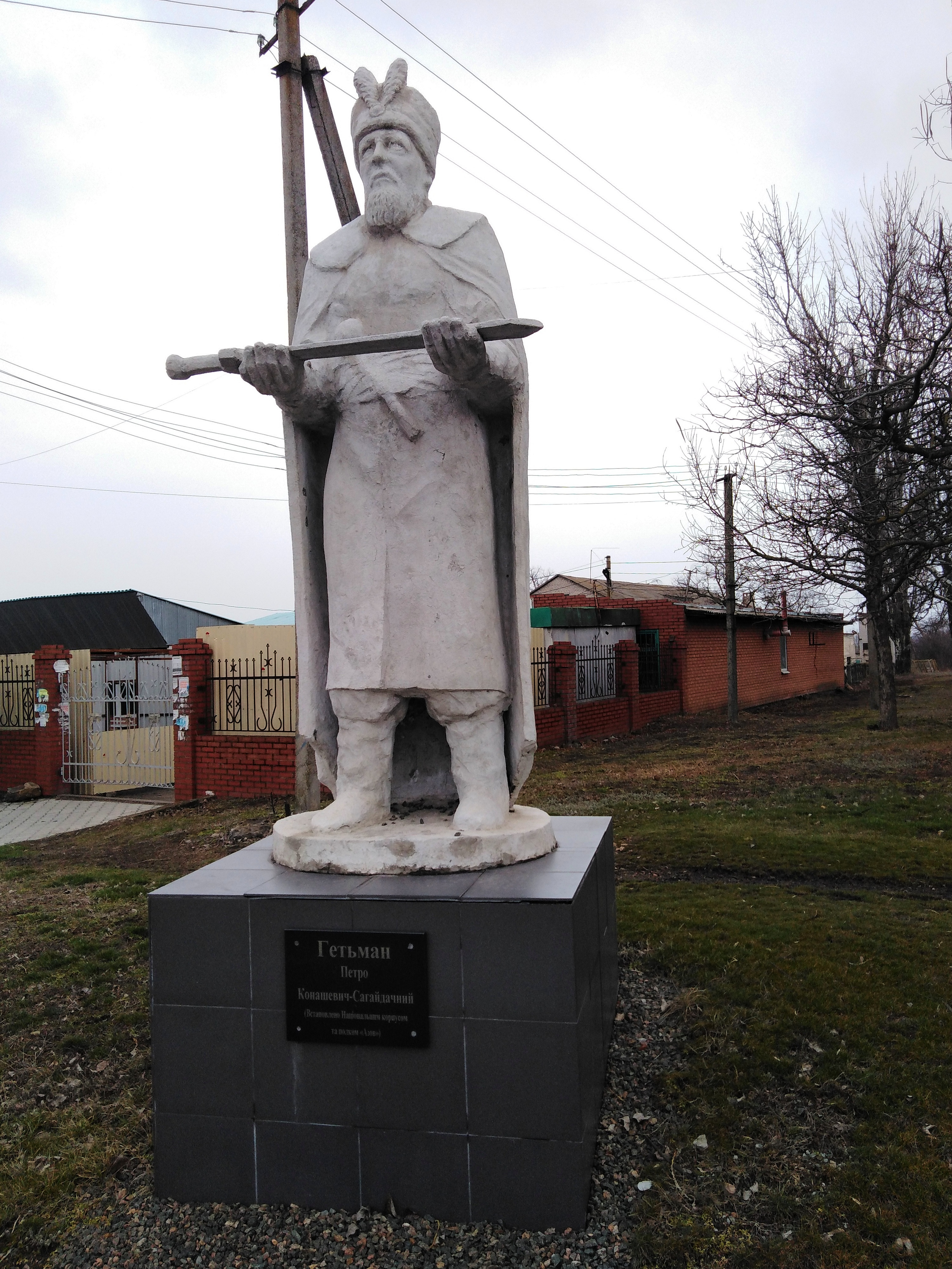
Гетьман Сагайдачний
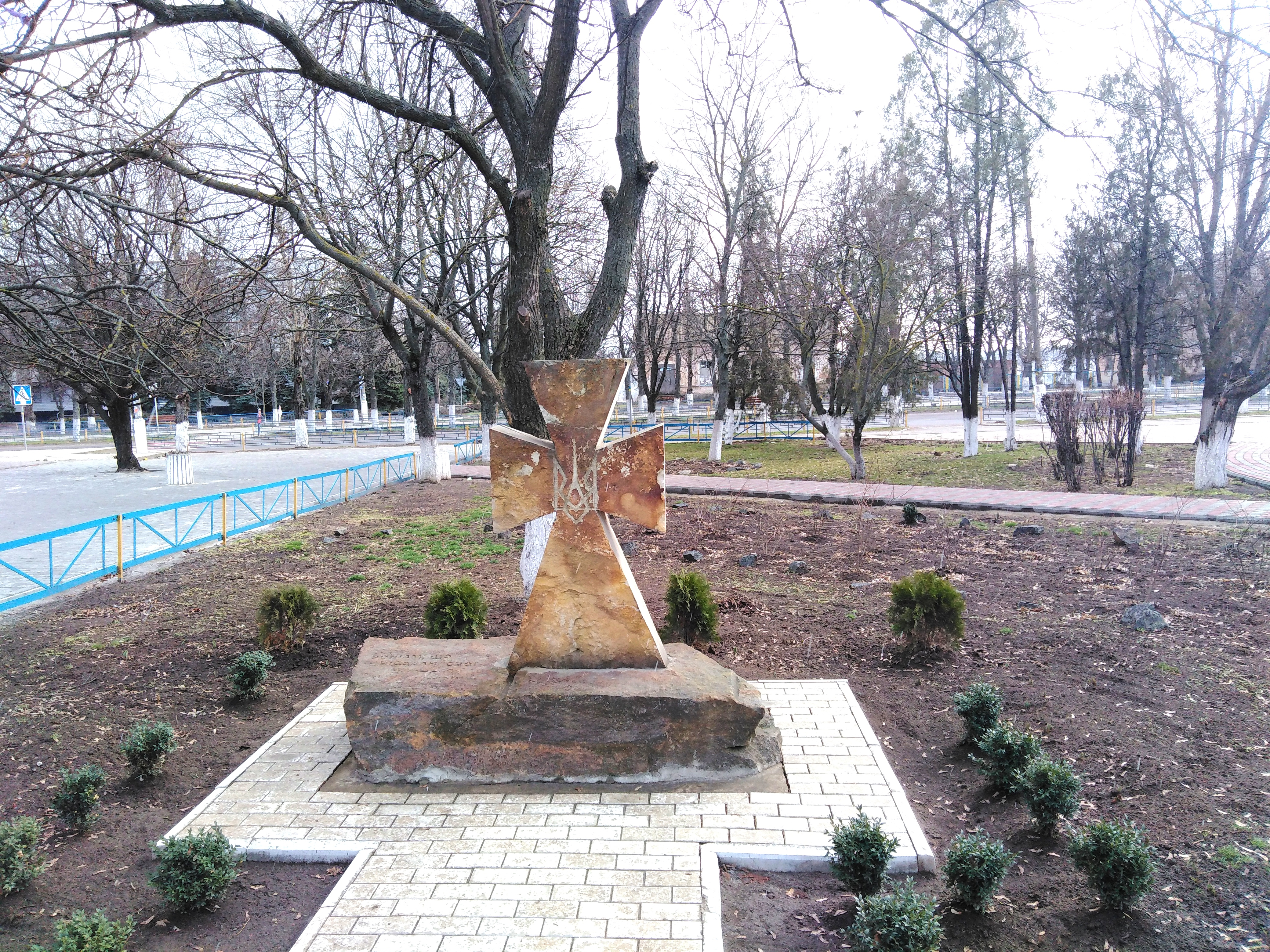
Пам’ятник воїнам, які віддали своє життя